# Lakatos György (író)
Lakatos György (Kisvárda, 1969. május 20. –) cigány származású magyar sci-fi-író.

## Életpályája
1969-ben született Kisvárdán, gyermekkorát Tornyospálcán töltötte. A középiskolát és egyéb szakirányú tanulmányait Budapesten végezte el. 
Dolgozott rendőrként, pénzügyi szakemberként, majd egy darabig a Generali Biztosító Rt. egyik fiókvezetőjeként is tevékenykedett. 1990-ben a Magyarországi Cigányok Kulturális Szövetségének tagja lett. Rövid időre a politikába is bekapcsolódott, 2004-ben a Magyar Igazság és Élet Pártja országgyűlési képviselőjelöltjeként indult a választásokon. A politikai támadások hatására a politikából kiábrándult, s haza költözött szülőfalujába, Tornyospálcára. Néhány év múlva vállalkozásba kezdett, megnősült, öt gyermeke van. Jelenleg Kisvárdán él.

## Írói munkássága
A származása miatt sokat szenvedett írónak eddig három önálló könyve jelent meg. Fantáziáját a szeretet és a boldogságkeresés különös viszonya mozgatja, őszintesége és létértelmezése Lakatos Menyhért példáját idézi elénk, ám formálódó írói világára különös hatást gyakorolt az első magyar űrhajóssal, Farkas Bertalannal való ismeretsége is.

## Művei

### Önálló kötetek
- Égi kreatúrák, regény, Paff Kiadó, Budapest, 2014
- A sivatag hősei, regény, Paff Kiadó, Budapest, 2016
- A sivatag angyalai, regény, Paff Kiadó, Budapest, 2017